# Faubourg 36
Faubourg 36 és una pel·lícula franco-germano-txeca realitzada per Christophe Barratier i estrenada el 8 d'abril del 2009 a Espanya. És el seu segon llargmetratge després de la pel·lícula Les Choristes.

## Argument
El 1936, en un raval parisenc, s'hi duu a terme la història de tres aturats que intenten fer reviure un Music hall. El guió s'inspira en una idea de Frank Thomas i de Reinhardt Wagner. El primer ha escrit tots els texts de les cançons i el segon totes les músiques. La pel·lícula s'ambienta en el cinema en els anys 1930.

## Música

### Banda sonora
- Sous le balcon de Maria, de Gilles Sanjuan
- Loin de Paname, de Nora Arnezeder
- Un recommencement, de Nora Arnezeder
- Il y a, de Kad Merad
- Les Dingues, de Clovis Cornillac, Kad Merad
- Attachez-moi, de Nora Arnezeder
- Enterrée sous le bal, de Nora Arnezeder
- Partir pour la mer, de Nora Arnezeder, Clovis Cornillac, Gérard Jugnot i Kad Merad
- Le Môme Jojo, de Clovis Cornillac, Gérard Jugnot, Kad Merad i Frédéric Papalia
- Y'aura jamais d'accordéon, de François Morel
- Les Flageolets, de François Jérosme
- Est-ce que Raymonde est blonde?, de Kad Merad
- Aime-moi, de Manuela Gourary
- Une guitare, une femme et mon île, de Philippe Scagni

### Discografia
- 8 de setembre de 2008: Faubourg 36, BSO de la pel·lícula, 1 CD ReMarc Mercury.

## Repartiment
| Actor / actriu original  | Personatge fictici                  |
| ------------------------ | ----------------------------------- |
| Gérard Jugnot            | Pigoil (Germain Pigoil)             |
| Clovis Cornillac         | Milou                               |
| Kad Merad                | Jacky Jaquet                        |
| Nora Arnezeder           | Douce                               |
| Pierre Richard           | Max                                 |
| Bernard-Pierre Donnadieu | Galapiat                            |
| Maxence Perrin           | Jojo Pigoil                         |
| François Morel           | Célestin                            |
| Élisabeth Vitali         | Viviane                             |
| Christophe Kourotchkine  | Lebeaupin                           |
| Éric Naggar              | Grevoul                             |
| Éric Prat                | comissari Tortil                    |
| Julien Courbey           | Mondain                             |
| Philippe Du Janerand     | Triquet                             |
| Marc Citti               | inspector de l'andana dels Orfebres |
| Christian Bouillette     | Dubrulle                            |

## Premis i nominacions

### Premis
- 2009: Lumière a la millor actriu revelació
- 2009: Étoiles d'Or a la millor actriu revelació
- 2009: Étoiles d'Or al millor compositor

### Nominacions
- 2009: César al millor so
- 2009: César a la millor música escrita per a una pel·lícula
- 2009: César a la millor fotografia
- 2009: César al millor decorat
- 2009: César al millor vestuari
- 2010: Oscar a la millor cançó original per Loin de Paname (lletra de Frank Thomas i música de Reinhardt Wagner), interpretada per Nora Arnezeder